# Station Duinbergen
Station Duinbergen is een spoorweghalte langs spoorlijn 51B (Brugge - Knokke) in Duinbergen, een wijk in de gemeente Knokke-Heist. Tussen station Heist en station Knokke loopt de hier reeds in 1890 aangelegde kusttram evenwijdig met de spoorweg. Tot 1992 werd het station door personeel bediend.

## Renovatie
In 2014 werd het station volledig gerenoveerd. Het oud stationsgebouwtje werd afgebroken. De perrons werden verhoogd tot de standaardhoogte van 760 mm en voorzien van noppentegels voor blinden en slechtzienden. Er kwam een fietsenstalling, een nieuw omroepsysteem, een ticketautomaat, nieuwe verlichting in de onderdoorgang en er kwamen nieuwe schuilhokjes. Er werd een hellend vlak aangelegd om de perrons beter bereikbaar te maken voor mindervalide reizigers en mensen met koffers.
De verhoging van de perrons was ook nodig voor de komst van het treinstel van het type MS08 die uitgangen heeft op het niveau van een perron met standaardhoogte.

## Galerij

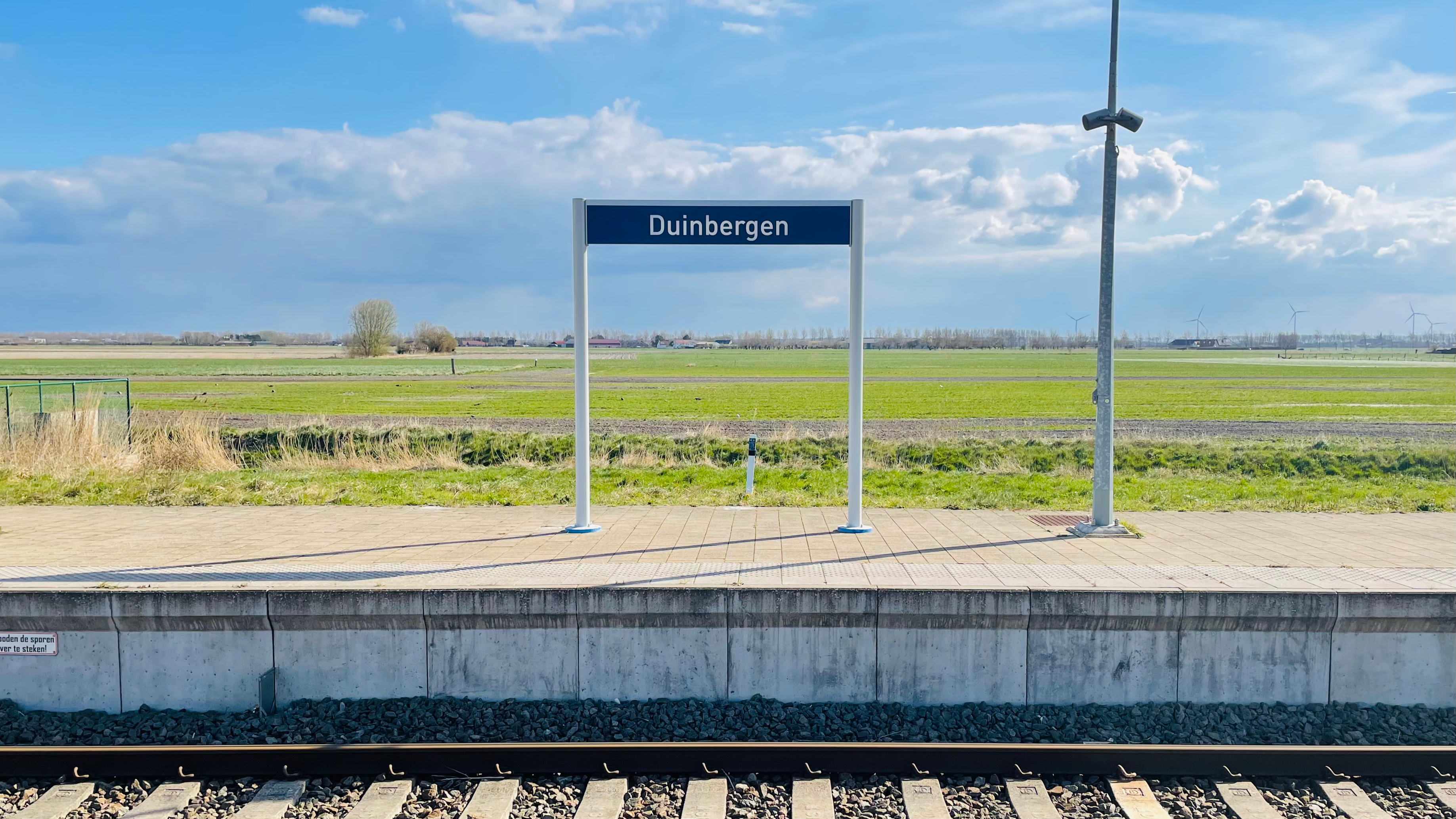
Plaatsnaambord
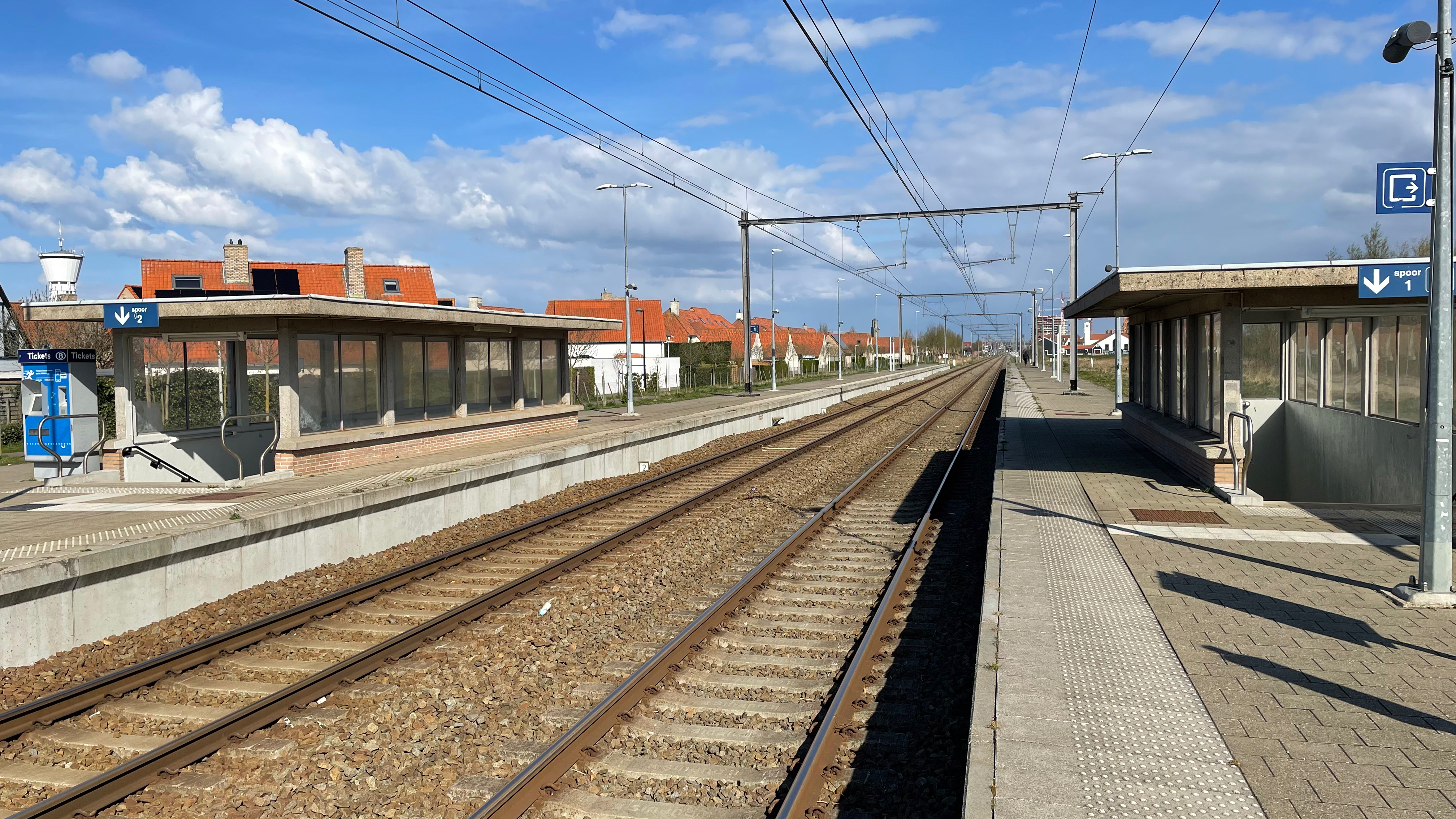
Zicht op het perron
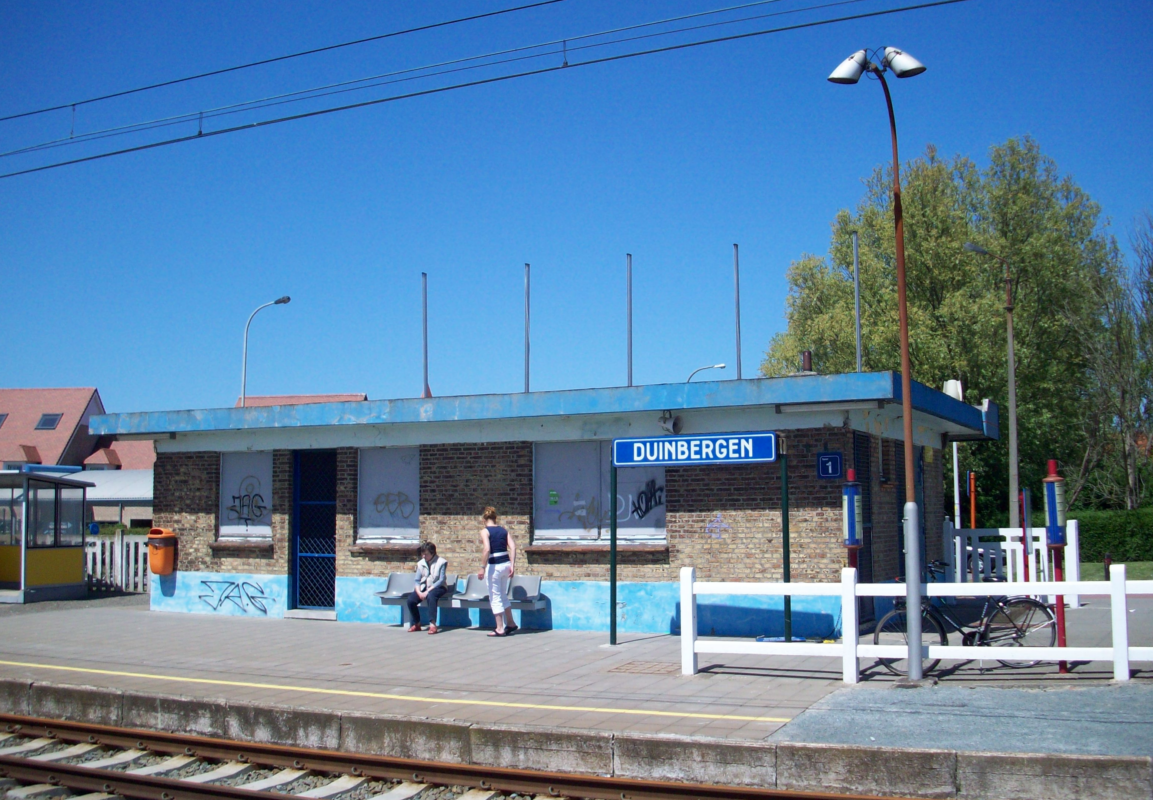
Verlaten stationsgebouw (foto 2010)
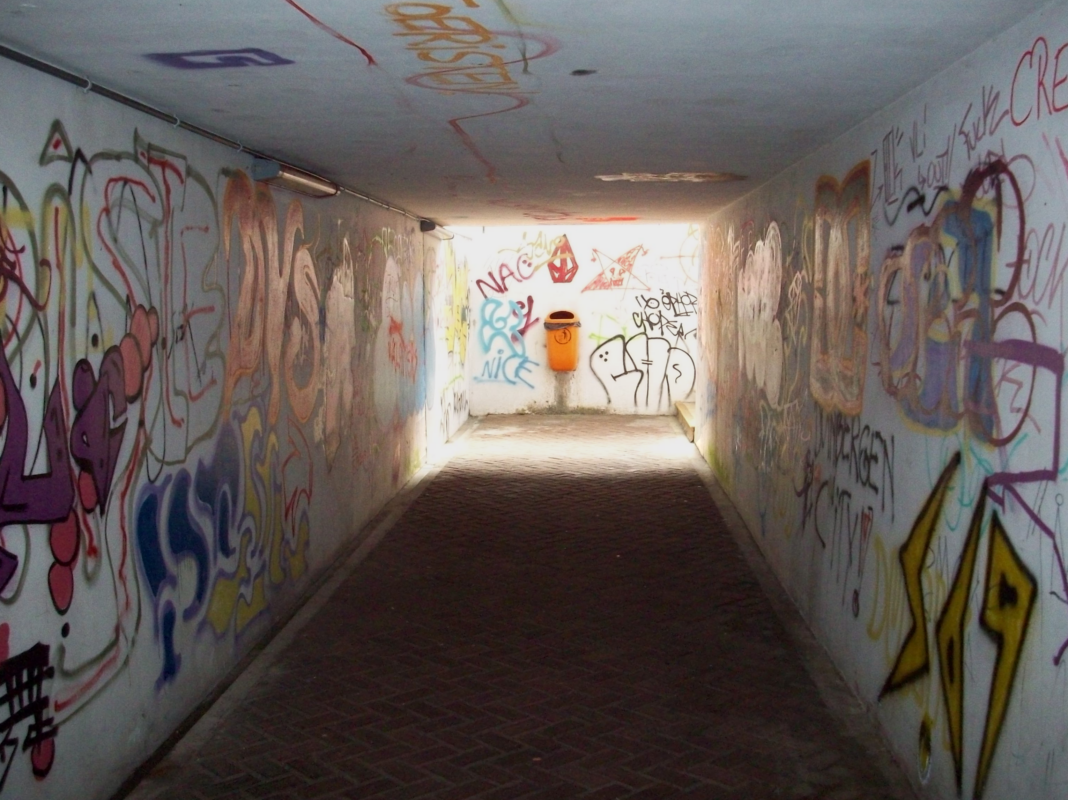
Verbindingsgang onder de sporen (foto 2010)

## Spoorindeling
| Spoor | Spoorlijn | Richting                                                |
| ----- | --------- | ------------------------------------------------------- |
| 1     | L 51B     | Richting Knokke                                         |
| 2     | L 51B     | Richting Brugge, Brussel-Zuid, Brussel-Airport-Zaventem |

## Treindienst
| Serie       | Treinsoort            | Route                                                                                       | Bijzonderheden               |
| ----------- | --------------------- | ------------------------------------------------------------------------------------------- | ---------------------------- |
| IC 23A      | Intercity (NMBS)      | Brussels Airport-Zaventem – Brussel-Zuid – Gent-Sint-Pieters – Brugge – Duinbergen – Knokke |                              |
| P 7060/8060 | Piekuurtrein (NMBS)   | Knokke – Duinbergen – Brugge                                                                | Rijdt alleen op werkdagen.   |
| ICT 6600    | Toeristentrein (NMBS) | Brugge – Duinbergen – Knokke                                                                | Rijdt alleen in het weekend. |

## Reizigerstellingen
De grafiek en tabel geven het gemiddeld aantal instappende reizigers weer op een week-, zater- en zondag.
| Tabel: aantal instappende reizigers station Duinbergen | Tabel: aantal instappende reizigers station Duinbergen | Tabel: aantal instappende reizigers station Duinbergen | Tabel: aantal instappende reizigers station Duinbergen |
|                                                        | Weekdag                                                | Zaterdag                                               | Zondag                                                 |
| ------------------------------------------------------ | ------------------------------------------------------ | ------------------------------------------------------ | ------------------------------------------------------ |
| 1977                                                   | 86                                                     | 23                                                     | 45                                                     |
| 1978                                                   | 122                                                    | 59                                                     | 47                                                     |
| 1979                                                   | 94                                                     | 26                                                     | 23                                                     |
| 1980                                                   | 52                                                     | 35                                                     | 23                                                     |
| 1981                                                   | 96                                                     | 32                                                     | 35                                                     |
| 1982                                                   | 57                                                     | 16                                                     | 22                                                     |
| 1983                                                   | 67                                                     | 20                                                     | 30                                                     |
| 1984                                                   | 226                                                    | 99                                                     | 103                                                    |
| 1985                                                   | 81                                                     | 58                                                     | 85                                                     |
| 1986                                                   | 93                                                     | 94                                                     | 170                                                    |
| 1987                                                   | 200                                                    | 104                                                    | 181                                                    |
| 1988                                                   | 130                                                    | 46                                                     | 123                                                    |
| 1989                                                   | 111                                                    | 79                                                     | 129                                                    |
| 1990                                                   | 131                                                    | 40                                                     | 80                                                     |
| 1991                                                   | 144                                                    | 47                                                     | 103                                                    |
| 1992                                                   | 158                                                    | 102                                                    | 98                                                     |
| 1993                                                   | 100                                                    | 72                                                     | 95                                                     |
| 1994                                                   | 88                                                     | 45                                                     | -                                                      |
| 1995                                                   | 108                                                    | 52                                                     | 198                                                    |
| 1996                                                   | 91                                                     | 78                                                     | 119                                                    |
| 1997                                                   | 111                                                    | 88                                                     | 180                                                    |
| 1998                                                   | 97                                                     | 80                                                     | 172                                                    |
| 1999                                                   | 99                                                     | 79                                                     | 108                                                    |
| 2000                                                   | 178                                                    | 66                                                     | 189                                                    |
| 2001                                                   | 149                                                    | 72                                                     | 146                                                    |
| 2002                                                   | 149                                                    | 52                                                     | 132                                                    |
| 2003                                                   | 127                                                    | 113                                                    | 155                                                    |
| 2004                                                   | 116                                                    | 98                                                     | 131                                                    |
| 2005                                                   | 133                                                    | 124                                                    | 170                                                    |
| 2006                                                   | 122                                                    | 139                                                    | 143                                                    |
| 2007                                                   | 144                                                    | 108                                                    | 102                                                    |
| 2008                                                   | -                                                      | -                                                      | -                                                      |
| 2009                                                   | 160                                                    | 115                                                    | 166                                                    |
| 2010                                                   | -                                                      | -                                                      | -                                                      |
| 2011                                                   | -                                                      | -                                                      | -                                                      |
| 2012                                                   | 181                                                    | 158                                                    | 181                                                    |
| 2013                                                   | 189                                                    | 74                                                     | 103                                                    |
| 2014                                                   | 154                                                    | 67                                                     | 179                                                    |
| 2015                                                   | 217                                                    | 79                                                     | 159                                                    |
| 2016                                                   | 125                                                    | 37                                                     | 94                                                     |
| 2017                                                   | 190                                                    | 93                                                     | 161                                                    |
| 2018                                                   | 204                                                    | 116                                                    | 126                                                    |
| 2019                                                   | 212                                                    | 114                                                    | 118                                                    |
| 2020                                                   | 172                                                    | 128                                                    | 82                                                     |
| 2021                                                   | -                                                      | -                                                      | -                                                      |
| 2022                                                   | 199                                                    | 136                                                    | 193                                                    |
| 2023                                                   | 167                                                    | 244                                                    | 154                                                    |
| 2024                                                   | 180                                                    | 155                                                    | 178                                                    |

(Brugge) ·
10,6: Heist ·
12,4: Duinbergen ·
13,9: Knokke